# Stephen Cook
Stephen Arthur Cook (1939, Búfalo (Nueva York)) es un reconocido científico de la computación.
Cook formalizó el concepto de NP-completitud en un famoso artículo de 1971 titulado «The Complexity of Theorem Proving Procedures» («La complejidad de los procedimientos de demostración de teoremas»), donde también formuló el problema de la relación entre las clases de complejidad P y NP.
Cook recibió el Premio Turing en 1982 por su descubrimiento:
Por su avance en nuestra comprensión de la complejidad computacional de un modo significativo y profundo. Su artículo pionero, The Complexity of Theorem Proving Procedures, presentado en el ACM SIGACT Symposium on the Theory of Computing de 1971, sentó los cimientos de la teoría de NP-completitud. La exploración de los límites de la clase de complejidad NP-completo ha sido una de las actividades investigadoras más activas e importantes en las ciencias de la computación durante la última década.
Recibió su licenciatura en 1961 por la Universidad de Míchigan. En la Universidad de Harvard, recibió su título de máster en 1962, y se doctoró en 1966. Desde 1966 hasta 1970 fue profesor asistente en la Universidad de California, Berkeley. Se unió al profesorado de la Universidad de Toronto en 1970 como profesor asociado, siendo ascendido a profesor en 1975 y profesor universitario en 1985 en el Departamento de Informática y en el de Matemáticas.
El matemático ha sido galardonado con el Premio Fundación BBVA Fronteras del Conocimiento 2015 en la categoría de Tecnologías de la Información y la Comunicación «por su importante papel a la hora de determinar qué pueden los ordenadores resolver de forma eficiente y qué no», según señala el acta del jurado. Además, destacaron que su trabajo «ha tenido un impacto decisivo en todos aquellos campos en los que los cálculos complejos son de vital importancia».